# Una tosatura perfetta
Una tosatura perfetta (A Close Shave) è un cortometraggio di animazione in claymation del 1995 diretto da Nick Park e prodotto dalla Aardman Animations, vincitore del Premio Oscar per il miglior cortometraggio d'animazione.
È il terzo film dedicato ai personaggi di Wallace & Gromit, segue I pantaloni sbagliati del 1993 e precede il lungometraggio Wallace & Gromit - La maledizione del coniglio mannaro del 2005. Il film introduce il personaggio della pecora Shaun.

## Trama
Wallace e Gromit gestiscono un'attività che pulisce le vetrine dei negozi. Mentre puliscono i vetri di un negozio di lana, l'uomo viene scoperto dalla proprietaria Wendolene Ramsbottom (Guendalina Pascoloni nella versione italiana). Quest'ultima gli dice di aver ereditato il negozio dal defunto padre e di possedere il suo cane Preston che rasa le pecore per rifornire il locale. Wallace scopre che una di esse è fuggita a casa sua così la prende, la mette sulla macchina Wash'n'Go e la chiama Shaun (Bianca nella versione italiana). Preston lo spia di nascosto e ruba i suoi progetti. Wallace va così a casa di Wendolene per indagare mentre Preston fa arrestare Gromit con l'accusa di macellazione di pecore. Di nottetempo però Wallace e le pecore salvano il cane. Arrivano poi Wendolene e Preston e quest'ultimo imprigiona la padrona con le pecore nel furgone con l'intenzione di trasformarle in cibo per cani. Subito Wallace e Gromit inseguono il cane a bordo della loro moto. Quando però essa si stacca la parte con Gromit sta per urtare contro uno scoglio ma il cane attiva la modalità aereo e arriva alla fabbrica di Preston. Subito poi quest'ultimo carica lui e Wallace nel lavabo assieme a Wendolene e le pecore ma Shaun spinge il cane stesso nel lavabo trasformandolo in cibo per cani di metallo. Wendolene rivela così che Preston è in realtà un robot che è "risultato malvagio" e così Wallace lo trasforma in un innocuo cane telecomandato. Il giorno dopo la donna va a fare visita ai due pulitori di vetri affermando di essere allergica al formaggio.

## Distribuzione italiana
La prima trasmissione televisiva risale al 29 dicembre 1996 su Rai 2 in seconda serata, preceduto da Una fantastica gita e I pantaloni sbagliati. È stato poi replicato su Italia 1 il 26 dicembre 1999 alle 13:30.
Successivamente all'uscita nei cinema del primo lungometraggio della Aardman, Galline in fuga (2000), i tre cortometraggi con protagonisti Wallace e Gromit sono stati distribuiti in VHS e DVD con il titolo Le incredibili avventure di Wallace & Gromit.

## Riconoscimenti
- 1996 - Premio Oscar
  - Miglior cortometraggio d'animazione
- 1996 - British Academy of Film and Television Arts
  - Miglior film d'animazione